# M/S Gotland (2019)
M/S Gotland (tidigare M/S Thjelvar) är en svensk fordons- och passagerarfärja, som beställts av Rederi AB Gotland för Destination Gotlands linjer mellan Visby och Nynäshamn samt mellan Visby och Oskarshamn. M/S Gotland, som är ett systerfartyg till M/S Visby, byggdes av Guangzhou Shipyard International Company Limited i Guangzhou i Kina. Hon levererades 2019. Hon drivs med flytande naturgas.
Den 30 maj 2020 klockan 07:15 avgick M/S Gotland på sin premiärtur till Nynäshamn, befälhavare på den första resan var kapten Mats Thor.
På däck 7 finns fartygets restaurang där det serveras frukost, varm mat, kaffe och smörgåsar, ombord finns även 2 olika butiker, 1 café och 1 bar men även en pub.

## Vilstolsalternativ
Samtliga vilstolar har eluttag med usb.
- Aktersalong – Vilstol i aktersalongen.
- Barnsalong – Vilstol i barnsalongen. I närhet till lekyta, toalett med skötbord och pentry.
- Mittsalong – Vilstol i mittsalongen. I närhet till restaurang och café.
- Försalong – Vilstol i försalongen. Här visas långfilm på tv-skärmar under överresan.
- Djursalong – Vilstol i djursalongen. Med avskärmningar som gör resan behagligare för ditt husdjur. Tillgång till vatten för husdjur finns.

## Kupéalternativ
Samtliga kupéer har soffor, tv, wc och eluttag med usb.
- Kupé (Utsides) – Sittplats i kupé med fönster.
- Kupé (Insides) – Sittplats i kupé utan fönster.
- Kupé (Djur) – Avsedd för resenärer med husdjur. Sittplats i kupé med fönster. Kupén har vinylklädda soffor och linoleummatta.
- Kupé (HCP) – Rullstolsvänlig kupé. Avsedd för resenärer med rörelsehinder. Sittplats i kupé utan fönster. I kupén finns en soffa och en bädd med underlakan.
- Kupé (Allergi) – Allergivänlig kupé utan heltäckningsmatta, vilket gör den lämplig för allergiker. Sittplats i kupé med fönster.

I mars 2021 togs fartyget ur trafik då skador på bogporten upptäckts efter en resa från Oskarshamn till Visby i hårt väder.
I december 2021 fick fartyget vända utanför Oskarshamn på grund av hårt väder, befälhavaren tog beslutet att det blåste för hårt för att kunna angöra hamnen, ett hundratal passagarare fanns ombord och dom fick åka tillbaka till Visby.